# Stanisław Różewicz
Stanisław Roch Różewicz (ur. 16 sierpnia 1924 w Radomsku, zm. 9 listopada 2008 w Warszawie) – polski reżyser filmowy i teatralny, scenarzysta, pedagog, brat poetów Janusza i Tadeusza Różewiczów, komandor Orderu Odrodzenia Polski, przedstawiciel polskiej szkoły filmowej.
Karierę w kinematografii zaczynał jako asystent reżysera przy produkcji filmów Jerzego Zarzyckiego i Jana Rybkowskiego. Uznanie zdobył za sprawą filmów o tematyce wojennej, realizowanych w kluczu realistycznym oraz pozbawionych heroicznej narracji, między innymi Wolnego miasta (1957), Świadectwa urodzenia (1961), Westerplatte (1967), Opadły liście z drzew (1975). Laureat takich nagród jak Złote Lwy na Festiwalu Polskich Filmów Fabularnych za Pasję (1977) i Kobietę w kapeluszu (1984) i Srebrna Muszla na Międzynarodowym Festiwalu Filmowym w San Sebastián za Drzwi w murze (1974). W 2008 roku uhonorowany Platynowymi Lwami za całokształt twórczości.

## Życiorys

### Młodość i wykształcenie
Stanisław Różewicz urodził się 16 sierpnia 1924 roku w Radomsku, jako brat poetów Janusza Różewicza i Tadeusza Różewicza. Ojciec braci Różewiczów był urzędnikiem pracującym w sądzie częstochowskim, natomiast matka prowadziła gospodarstwo domowe. Po agresji wojsk hitlerowskich na Polskę w 1939 roku bracia Różewiczowie zaangażowali się w działalność konspiracyjną. Janusz Różewicz został zamordowany przez Gestapo. Rzeczywistość wojenna, która inaczej oddziaływała na prowincjonalne Radomsko aniżeli konspiracyjną Warszawę, przełożyła się na zainteresowanie braci Różewiczów losem zwykłych ludzi zamiast wojennych bohaterów:
Myśmy z Tadeuszem niczego nie wymyślali. Po prostu takich ludzi znaliśmy, a okupacja w Radomsku wyglądała inaczej niż w Warszawie, gdzie powstawały konspiracyjne pisma i młoda inteligencja żyła intensywniej.
Po zakończeniu II wojny światowej, krótko po zdaniu matury, przyjechał do Łodzi. Tam został asystentem Jerzego Zarzyckiego przy filmach Zdradzieckie serce (1947) i Nawrócony (1948), a także przy Robinsonie warszawskim, który został poddany znaczącej ingerencji cenzury i ukazał się pod tytułem Miasto nieujarzmione (1950). Był także drugim reżyserem u boku Jana Rybkowskiego przy filmach Warszawska premiera (1950) i Pierwsze dni (1951). Debiutancki film dokumentalny pod tytułem Ulica Brzozowa (1947), zrealizowany wraz z Wojciechem Jerzym Hasem, poruszał tematykę tragicznych warunków bytowania mieszkańców tytułowej warszawskiej ulicy. Film został jednak zatrzymany przez cenzurę ze względu na zbyt pesymistyczną wymowę.

### Kariera filmowa

#### Socrealizm i okres polskiej szkoły filmowej (1953–1961)

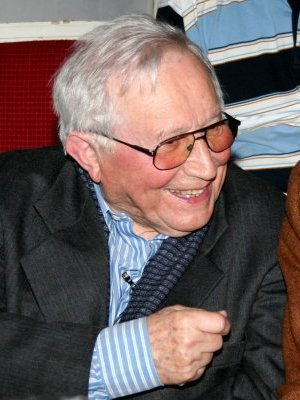
Tadeusz Różewicz, brat Stanisława Różewicza, był jego wieloletnim współpracownikiem

W 1953 roku Stanisław Różewicz napisał wraz z Romanem Bratnym scenariusz filmu Trudna miłość (1953), opartego na noweli Bratnego pod tytułem Siódmy krzyżyk młodości. Film wpisywał się w poetykę realizmu socjalistycznego i ze względu na wiejską tematykę, nadmiernie eksploatowaną w okresie stalinizmu, został odrzucony przez publiczność. Krytycy także niepochlebnie wyrażali się o filmie, wskutek czego Różewicz rozważał odejście od zawodu.
Kiedy poetyka socrealizmu przestała dominować w polskiej kinematografii, Różewicz nakręcił w 1956 roku kameralny dramat Trzy kobiety, współpracując tym razem z bratem Tadeuszem oraz pisarzem Kornelem Filipowiczem. Tytułowe kobiety (odtwórczynie ról: Zofia Małynicz, Anna Ciepielewska, Elżbieta Święcicka) przetrwały pobyt w obozie koncentracyjnym i z różnym powodzeniem odnajdują się w powojennej rzeczywistości Polski. Trzy kobiety były skromnym sukcesem artystycznym Różewicza i zaznaczały styl obowiązujący w późniejszych filmach reżysera. Jak pisała biografka reżysera Monika Maszewska-Łupiniak: „Różewicza interesuje przede wszystkim prawda psychologiczna: różne postawy; rysunki kobiet budowane są drobiazgowo poprzez wnikliwą obserwację ich zachowań, gestów, mimiki”.
W 1958 roku Różewicz zrealizował Wolne miasto, film odtwarzający obronę Poczty Polskiej w Wolnym Mieście Gdańsku we wrześniu 1939 roku w trakcie wojny obronnej Polski. Scenarzystą filmu był Jan Józef Szczepański, który ujął Różewicza swą wizją obrony przed hitlerowską agresją w powieści Polska jesień (1949), opublikowanej dopiero w 1955 roku. Tadeusz Lubelski uznawał Wolne miasto za kwintesencję plebejskiego nurtu polskiej szkoły filmowej, ponieważ broniący się filmowi poczciarze nie tylko mieli słabą pozycję społeczną, ale kierowali się też zwykłym poczuciem przyzwoitości.
Po sukcesie Trzech kobiet Różewicz ponownie podjął współpracę z FIlipowiczem i bratem Tadeuszem przy scenariuszu do filmu zatytułowanego Miejsce na ziemi (1959). Bohater filmu, zbuntowany nastolatek z traumą po śmierci matki, próbuje się odnaleźć w obskurnym świecie dookoła niego. Zdaniem Maszewskiej-Łupiniak wykrystalizował się tu realistyczny styl Różewicza, polegający na „drążeniu sytuacji i postaci w głąb”, dający „jak najpełniejszy rysunek psychologiczny bohaterów kosztem ciągu akcyjnego”.
Największe uznanie Różewiczowi przyniósł jednak inny film przynależący do polskiej szkoły filmowej: Świadectwo urodzenia (1961). Ten film nowelowy skupia się na różnorodnych doświadczeniach osieroconych dzieci, do których tragedii przyczyniła się II wojna światowa. Największe emocje wywołała trzecia nowela pod tytułem Kropla krwi, której bohaterka – młoda Żydówka tracąca dom i rodzinę – jest zdana na łaskę i niełaskę kryjących ją Polaków. Film odniósł wielki sukces artystyczny, zdobywając między innymi Złotego Lwa św. Marka na Międzynarodowym Festiwalu Filmów dla Dzieci i Młodzieży w Wenecji oraz nagrodę FIPRESCI na Międzynarodowym Festiwalu Filmów dla Młodzieży w Cannes.
W międzyczasie, w 1955 roku został wykładowcą w Państwowej Wyższej Szkole Filmowej, Telewizyjnej i Teatralnej im. Leona Schillera w Łodzi, którą to funkcję sprawował do 1971 roku. Wśród jego podopiecznych znajdowali się między innymi Roman Polański, Roman Załuski, Antoni Krauze, Wojciech Marczewski, Barbara Sass i Janusz Majewski.

#### Twórczość sprzed działalności w „Torze” (1962–1967)
Odejściem od tematyki wojennej był dobrze przyjęty film Głos z tamtego świata (1962), oparty na autentycznej sprawie pary hochsztaplerów (Kazimierz Rudzki, Barbara Modelska) wyzyskujących ludzką naiwność poprzez oferowanie, za gratyfikację, kontaktu z zaświatami. Reżyserowi daleko było jednak do pochwały ateizmu. Reżyser (między innymi dzięki kreacji Tatiany Czechowskiej jako starszej pani, jednej z ofiar oszustów) podkreślał potrzebę irracjonalizmu istotną dla każdego człowieka. Tadeusz Lubelski podkreślał, że o ile w powierzchownym odbiorze można odczytać film jako potępienie wiary, o tyle bardziej subtelne, podskórne przesłanie Głosu z tamtego świata polega na zaakcentowaniu wciąż istniejącej wiary w inny porządek świata. Tym porządkiem jest metafizyka, której nie mogła zaspokoić kultura oficjalna okresu Polskiej Rzeczypospolitej Ludowej.
W 1964 roku Różewicz nakręcił Echo, dramat psychologiczny poświęcony cenionemu adwokatowi (Wieńczysław Gliński), który niesłusznie zostaje oskarżony o współpracę z Gestapo podczas II wojny światowej, a ostracyzm otoczenia pcha mecenasa do próby samobójczej. Dwa kolejne filmy, kręcone z kolei w krótkim metrażu, stanowiły powrót do tematyki wojennej. Piwo (1965), również według scenariusza Tadeusza Różewicza, to opowieść o mężczyźnie, który przeprowadza rachunek sumienia: nie obronił matki, spoliczkowanej przez niemieckiego żołnierza. Na melinę (1965) według scenariusza Szczepańskiego głównym bohaterem czyni wędrownego żebraka, którego polscy partyzanci przebrani w niemieckie mundury biorą za kolaboranta i skazują na śmierć. Na melinę na tyle odchodził od martyrologii i oficjalnej narracji wojennej okresu PRL-u, że został okryty milczeniem przez komunistyczne media i miał swoją premierę telewizyjną dopiero w 1981 roku.
Kolejny film Różewicza, Piekło i niebo (1966), był komedią poświęconą życiu pozagrobowemu, z wyobrażeniem piekła i nieba w tonacji sztuki naiwnej. Jego przesłanie „miało być proste i oczywiste: […] siła ziemi jest wielka i przywiązanie do niej zwycięża”. Radykalnie inny ton wybrzmiewał w filmie Westerplatte (1967), rekonstrukcji obrony tytułowego gdańskiego półwyspu przed desantem wojsk hitlerowskich. Zdaniem Jana F. Lewandowskiego film Różewicza „podkreśla odwagę i poświęcenie żołnierzy, lecz zarazem zwraca się przeciwko mitologizacji tego epizodu z kampanii wrześniowej”.

#### Twórczość w „Torze” (1968–1980)
W 1967 roku Różewicz został kierownikiem artystycznym Zespołu Filmowego „Tor”, jednak stracił przejściowo tę funkcję (na okres od 1968 do 1972 roku) w wyniku represji władzy gomułkowskiej wobec środowiska filmowego po Marcu 1968. W 1969 roku był też członkiem Komisji Nagród Ministerstwa Kultury i Sztuki. Pierwszym filmem kinowym, jaki zrealizował w ramach „Toru”, była adaptacja opowiadania Karola Ludwika Konińskiego Straszny czwartek w domu pastora, zatytułowana Samotność we dwoje (1968). Treścią Samotności we dwoje jest powolny zanik uczuć między pastorem a jego małżonką. Film nie odniósł sukcesu artystycznego, podobnie jak osadzony w realiach Wiosny Ludów dramat Romantyczni (1970) o degrengoladzie polskiego dworu ziemiańskiego. Nieudany był również film Szklana kula (1972), improwizowany portret młodego pokolenia początku lat 70., którego formę artystyczną Różewicz ujął z większym sukcesem w Drzwiach w murze (1973) o zgorzkniałym dramaturgu (Zbigniew Zapasiewicz) nękającym swą rodzinę.
Triumfem artystycznym Różewicza był natomiast film Opadły liście z drzew (1975), adaptacja wybranych wątków z opowiadań swojego brata Tadeusza. W Liściach Różewicz zawarł oddramatyzowaną rzeczywistość okupacji hitlerowskiej z okresu II wojny światowej, ale nacisk położył nie na batalistykę, lecz kolejny raz na żywot zwykłych ludzi, gdzie „okupacyjna codzienność wypełniana jest przez pracę, poszukiwanie żywności, działalność konspiracyjną”. Cały film stanowi ciąg wojennych retrospekcji młodzieńca (Mieczysław Hryniewicz) boleśnie doświadczonego przez okupację. Czesław Dondziłło pisał, że Opadły liście z drzew to film otwarcie nawiązujący do stylu innego polskiego reżysera, Tadeusza Konwickiego . Dzieło Różewicza otrzymało I Nagrodę na Festiwalu Polskich Filmów Fabularnych.
Kolejny wielki sukces artystyczny przyniosła Różewiczowi Pasja (1977), fantazja historyczna poświęcona losom Edwarda Dembowskiego – organizatora powstania krakowskiego w 1846 roku, który bezskutecznie próbuje przekonać do siebie zarówno chłopów, jak i szlachtę. Różewicz wplótł w film wydarzenia niemające miejsca w rzeczywistości, np. spotkanie z przywódcą rabacji galicyjskiej, Jakubem Szelą. Zarazem jednak upozował Dembowskiego na współczesnego opozycjonistę, co uruchamiało skojarzenie z kinem moralnego niepokoju. Tym bardziej, że odtwórcami głównych ról antagonistów byli Piotr Garlicki (jako Dembowski) oraz Zbigniew Zapasiewicz (jako Jan Tyssowski), którzy grali analogiczne role w Barwach ochronnych (1976) Krzysztofa Zanussiego. Pasja otrzymała Grand Prix FPFF, ex aequo z filmem Bez znieczulenia (1978) Andrzeja Wajdy.
Przewodząc „Torowi”, Różewicz umożliwił debiut takim artystom, jak Krzysztof Zanussi, Krzysztof Kieślowski, Edward Żebrowski, Filip Bajon, Antoni Krauze oraz Wojciech Marczewski .

#### Schyłek twórczości filmowej (1980–1989)
W 1980 roku Różewicz oddał swe kierownictwo artystyczne nad „Torem” Krzysztofowi Zanussiemu. Sam zaś zajął się realizacją dramatu Ryś (1981, premiera 1982) według opowiadania Jarosława Iwaszkiewicza Kościół w Skaryszewie, pojedynku postaw młodego wikarego, który walczy o duszę młodego partyzanta. Lubelski pisał, że „wymowę moralną filmu wzmacnia wyrafinowana gra między światem i ciemnością, będąca efektem sztuki operatorskiej Jerzego Wójcika”. Z kolei Pensja pani Latter (1983) stanowiła adaptację powieści Bolesława Prusa pod tytułem Emancypantki, reżyser jednak skupił się w niej na żmudnej codzienności zamiast na tle obyczajowym pierwowzoru literackiego. Współczesną tematyką cechowały się natomiast: nagrodzony Srebrnym Medalem na Międzynarodowym Festiwalu Filmowym w Moskwie liryczny utwór Kobieta w kapeluszu (1985) o aktorce, która nie ma szans na samorealizację; a także Anioł w szafie (1987) o pogrążonym w stagnacji dźwiękowcu. W 1989 roku Różewicz ukończył film Nocny gość o jednym dniu z życia francuskiego poety wyklętego, François Villona. Później, ze względu na chaos powodowany transformacją ustrojową, nie wyreżyserował już ani jednego polskiego kinowego filmu fabularnego.

#### Po transformacji ustrojowej (1990–2007)
Po zmianie ustroju Polski Różewicz nie był w stanie zebrać pieniędzy na nowy film fabularny. Jego aktywność ograniczała się do filmów dokumentalnych i spektakli Teatru Telewizji. Adaptował przeważnie sztuki swojego brata Tadeusza, np. Pułapkę (1990, zaliczoną do kanonu „Złotej Setki Teatru Telewizji”), Wyszedł z domu (1994), Śmieszny staruszek (1997). Wystawił też sztuki Mateczka (1995) i Dragon (2000) Władysława Terleckiego oraz Tylko matkę (1991) Stanisława Brzozowskiego. Do jego filmów dokumentalnych nakręconych po 1989 roku należą: biografia swego drugiego brata Janusza Nasz starszy brat (1994), Kinema (1999) o najstarszym kinie w Radomsku, kolażowy film dokumentalny o karierze politycznej Adolfa Hitlera Wycieczka do Paryża (2004), wreszcie Gdzie zabawki tamtych lat (2007) o agresywnym rozwoju kultury masowej.

### Życie prywatne, osobowość
Stanisław Różewicz od 1952 roku do swej śmierci był żonaty z Ireną z domu Król. Jego syn, Paweł Różewicz (ur. 1955), wykonał ilustracje do pośmiertnego zbioru wspomnień ojca pod tytułem Było, minęło… (2012), Syn Stanisława Różewicza wspominał, że jego ojciec był introwertykiem i cierpiał na częste bóle głowy podczas zdjęć filmowych.

### Poglądy
Różewicz gorzko wspominał moment transformacji ustrojowej w Polsce, twierdząc, że świat momentalnie zmienił stosunki międzyludzkie: „Staliśmy się potwornie egocentryczni. Sprawy materialne przeważają nad pytaniami, kim jesteśmy”. Krytycznie oceniał też kulturę masową, która w jego ocenie przyczyniła się do zrujnowania kina artystycznego:
Joanna d’Arc Dreyera, czy Ucieczka skazańca Bressona, powstawały nie dla pieniędzy, lecz z wewnętrznej potrzeby. Stary Buñuel czy Fellini byli wierni sztuce. Jestem przekonany, że nieokłamywanie siebie i widzów to pierwszy i zasadniczy obowiązek twórcy. Niestety, bardzo wielu naszych reżyserów ulega modom: a to na Tarantino, a to na Grochołę… Nasłuchują, co jest na fali, i wyrzucają z siebie popłuczyny, dzięki którym może zrobią kasę, ale na pewno nie ważny obraz.

### Śmierć

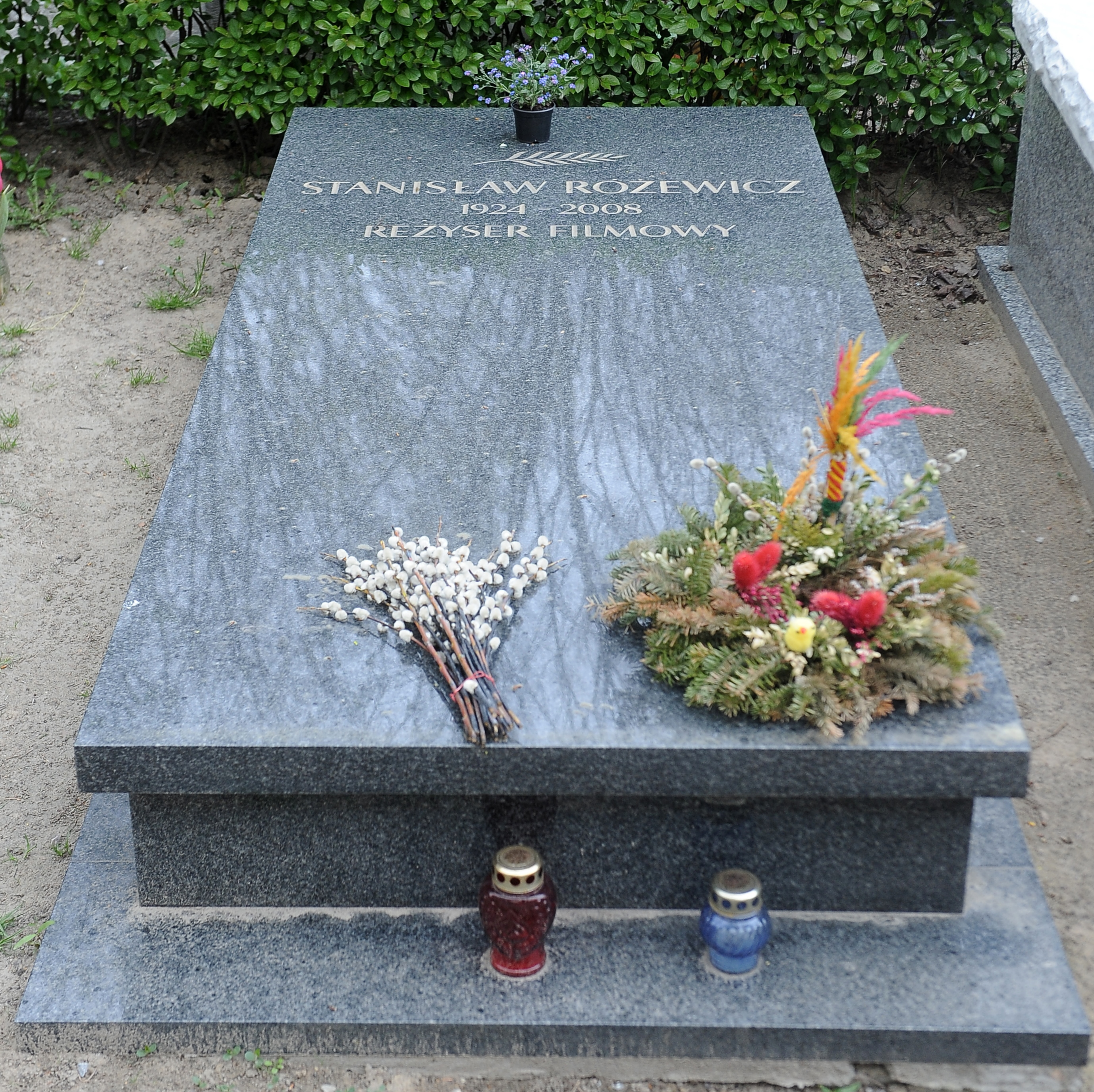
Grób Stanisława Różewicza na Cmentarzu Wojskowym na Powązkach (2010)

Stanisław Różewicz zmarł 9 listopada 2008 roku w Warszawie, kiedy jego twórczość zdążyła ulec względnemu zapomnieniu. Został pochowany w Alei Zasłużonych na Cmentarzu Wojskowym na Powązkach w Warszawie (kwatera 29C-tuje-4).

## Styl filmowy
Tadeusz Lubelski zaliczał twórczość Stanisława Różewicza w poczet nurtu plebejskiego polskiej szkoły filmowej, znajdującego się w kontrze wobec filmów „psychoterapeutycznych” Andrzeja Wajdy i Andrzeja Munka. W filmach Różewicza, jak twierdzi Lubelski, wyodrębnił się styl „ściszony, oparty na uważnej obserwacji, wzorowany na kinie Roberta Bressona”. Jakub Socha z „Dwutygodnika” pisał, że filmy Różewicza, niezależnie od podejmowanego tematu, „tworzą koherentną, niepodrabialną całość” . Socha dopowiadał, że choć twórczość filmowa Różewicza uległa zapomnieniu (jego filmy były określane przez krytyków mianem „szarego na szarym”), zazwyczaj nie mówi się o jego dziełach negatywnie .
Monika Maszewska-Łupiniak w analizie twórczości Różewicza podkreślała, że reżyser „odwołuje się do potocznej wiedzy o świecie, potocznej świadomości, a struktura jego filmów wydaje się przezroczysta jak szkło”. Z tego powodu Różewicz mierzył się z zarzutami propagowania banału, ale zdaniem monografistki jego dzieł reżyser „opanował umiejętność opowiadania o sprawach najistotniejszych”, interesuje go „fundament egzystencjalny, sama podstawa istnienia”. Maszewska-Łupiniak klasyfikowała z tego powodu twórczość Różewicza jako przykład umownego filmowego realizmu, choć wraz z upływem czasu reżyser skłaniał się ku symbolizmowi lub nawet oniryzmowi, aby ukazać życie wewnętrzne bohaterów. Bardzo często w filmach realizatora Świadectwa urodzenia pojawiają się tematy takie jak podróż pociągiem (jako okazja do wspomnień), morze (symbol tajemnicy lub niepokoju), fotografia (zatrzymana chwila i czas), śmierć (zwłaszcza w filmach wojennych), sen (sposób na dookreślenie życia wewnętrznego bohaterów), prowincjonalne miasteczko (jako przeważające miejsce akcji), wreszcie ciemność sugerowana przez grę światłocieni.
Tadeusz Sobolewski pisał, że charakterystyczną cechą wielu filmów Różewicza jest rozrachunek z okresem II wojny światowej, przynależny wielu utworom polskiej szkoły filmowej. Różewicz jednak zajmował wobec wojny postawę daleką od apoteozy heroizmu, zachowując minimalizm środków wyrazu i opowiadając o dylematach wojennych bez patosu:
Odkładał na bok mitologię wojny, nie podbijał jej ani nie podważał. Chciał być jedynie sprawiedliwy wobec uczestników tamtych wydarzeń. Schodził na ziemię. Opowiadał o walce jako naturalnym geście wynikającym z obowiązku i z potrzeby życia, nie ze straceńczego instynktu śmierci. Odbierał prawdę o polskiej wojnie zarówno ironistom, jak państwowym propagandzistom .

## Filmografia
Źródło: Filmpolski.pl

### Filmy fabularne
| Rok  | Film                  | Reżyser | Asystent reżysera | Scenarzysta | Uwagi                                               |
| ---- | --------------------- | ------- | ----------------- | ----------- | --------------------------------------------------- |
| 1947 | Zdradzieckie serce    |         | T                 |             | reż. Jerzy Zarzycki                                 |
| 1947 | Nawrócony             |         | T                 |             | reż. Jerzy Zarzycki                                 |
| 1950 | Miasto nieujarzmione  |         | T                 |             | reż. Jerzy Zarzycki                                 |
| 1950 | Warszawska premiera   |         | T                 | T           | reż. Jan Rybkowski                                  |
| 1951 | Pierwsze dni          |         | T                 |             | reż. Jan Rybkowski                                  |
| 1953 | Trudna miłość         | T       |                   | T           | współscenarzysta Roman Bratny                       |
| 1955 | Godziny nadziei       |         | T                 |             | reż. Jan Rybkowski                                  |
| 1956 | Trzy kobiety          | T       |                   |             |                                                     |
| 1958 | Wolne miasto          | T       |                   |             |                                                     |
| 1959 | Miejsce na ziemi      | T       |                   |             |                                                     |
| 1961 | Świadectwo urodzenia  | T       |                   | T           | współscenarzysta Tadeusz Różewicz                   |
| 1962 | Głos z tamtego świata | T       |                   |             |                                                     |
| 1964 | Echo                  | T       |                   | T           | współscenarzysta Tadeusz Różewicz                   |
| 1965 | Piwo                  | T       |                   | T           | film telewizyjny                                    |
| 1965 | Na melinę             | T       |                   |             | film telewizyjny                                    |
| 1966 | Piekło i niebo        | T       |                   |             |                                                     |
| 1967 | Westerplatte          | T       |                   |             |                                                     |
| 1967 | Mąż pod łóżkiem       | T       |                   | T           | film telewizyjny, współscenarzysta Tadeusz Różewicz |
| 1968 | Samotność we dwoje    | T       |                   | T           | współscenarzysta Tadeusz Różewicz                   |
| 1970 | Romantyczni           | T       |                   | T           | współscenarzysta Witold Zalewski                    |
| 1972 | Szklana kula          | T       |                   | T           | współscenarzysta Kornel Filipowicz                  |
| 1973 | Drzwi w murze         | T       |                   | T           | współscenarzysta Tadeusz Różewicz                   |
| 1975 | Opadły liście z drzew | T       |                   | T           | współscenarzysta Tadeusz Różewicz                   |
| 1977 | Pasja                 | T       |                   |             |                                                     |
| 1981 | Ryś                   | T       |                   | T           |                                                     |
| 1983 | Pensja pani Latter    | T       |                   |             |                                                     |
| 1984 | Kobieta w kapeluszu   | T       |                   | T           |                                                     |
| 1985 | Diabeł                | T       |                   | T           | film telewizyjny                                    |
| 1987 | Anioł w szafie        | T       |                   | T           |                                                     |
| 1989 | Nocny gość            | T       |                   | T           |                                                     |

### Filmy dokumentalne i animowane
| Rok  | Tytuł                     | Reżyseria | Scenariusz | Uwagi                          |
| ---- | ------------------------- | --------- | ---------- | ------------------------------ |
| 1947 | Ulica Brzozowa            | T         | T          | współtwórca Wojciech Jerzy Has |
| 1979 | Postkarten                | T         | T          | film animowany                 |
| 1994 | Nasz starszy brat         | T         | T          | film dokumentalny              |
| 1995 | Żywe obrazy               | T         |            | także jako bohater filmu       |
| 1999 | Kinema                    | T         | T          | film dokumentalny              |
| 2004 | Wycieczka do Paryża       | T         | T          | film dokumentalny              |
| 2007 | Gdzie zabawki tamtych lat | T         | T          | film dokumentalny              |

## Nagrody
| Rok  | Tytuł                 | Festiwal/instytucja                                              | Nagroda                                                                                 |
| ---- | --------------------- | ---------------------------------------------------------------- | --------------------------------------------------------------------------------------- |
| 1951 | Warszawska premiera   | Rzeczpospolita Polska                                            | Nagroda Państwowa zespołowa II stopnia                                                  |
| 1959 | Wolne miasto          | Światowy Kongres Młodzieży i Studentów w Wiedniu                 | Srebrny Medal                                                                           |
| 1960 | Miejsce na ziemi      | Międzynarodowy Festiwal Filmowy w San Sebastián                  | Dyplom hiszpańskiej szkoły filmowej                                                     |
| 1961 | Świadectwo urodzenia  | Międzynarodowy Festiwal Filmowy dla Dzieci i Młodzieży w Wenecji | Lew św. Marka                                                                           |
| 1962 | Świadectwo urodzenia  | Międzynarodowy Festiwal Filmowy dla Młodzieży w Cannes           | Grand Prix                                                                              |
| 1962 | Świadectwo urodzenia  | Międzynarodowy Festiwal Filmowy dla Młodzieży w Cannes           | Nagroda FIPRESCI                                                                        |
| 1962 | Świadectwo urodzenia  | Ministerstwo Kultury i Sztuki                                    | Nagroda Ministra Kultury i Sztuki I stopnia                                             |
| 1962 | Głos z tamtego świata | Klub Krytyki Filmowej Stowarzyszenia Dziennikarzy Polskich       | Syrenka Warszawska w kategorii filmu fabularnego                                        |
| 1963 | Głos z tamtego świata | Ministerstwo Kultury i Sztuki                                    | Nagroda Ministra Kultury i Sztuki I stopnia                                             |
| 1967 | Westerplatte          | Międzynarodowy Festiwal Filmowy w Moskwie                        | Srebrny Medal                                                                           |
| 1967 | Westerplatte          | Klub Krytyki Filmowej Stowarzyszenia Dziennikarzy Polskich       | Syrenka Warszawska w kategorii filmu fabularnego                                        |
| 1967 | Westerplatte          | Czasopismo „Film”                                                | Złota Kaczka za najlepszy film polski                                                   |
| 1967 | Westerplatte          | Ministerstwo Kultury i Sztuki                                    | Nagroda Ministra Kultury i Sztuki I stopnia                                             |
| 1967 | Westerplatte          | Ministerstwo Obrony Narodowej                                    | Nagroda Ministra Obrony Narodowej I stopnia                                             |
| 1967 | Wolne miasto          | Ministerstwo Obrony Narodowej                                    | Nagroda Ministra Obrony Narodowej I stopnia                                             |
| 1974 | Drzwi w murze         | Międzynarodowy Festiwal Filmowy w San Sebastián                  | Srebrna Muszla                                                                          |
| 1975 | Westerplatte          | Lubuskie Lato Filmowe                                            | Złote Grono                                                                             |
| 1975 | Opadły liście z drzew | Festiwal Polskich Filmów Fabularnych                             | Srebrne Lwy Gdańskie                                                                    |
| 1975 | Opadły liście z drzew | Lubuskie Lato Filmowe                                            | Nagroda Związku Socjalistycznej Młodzieży Polskiej za wybitne walory ideowo-wychowawcze |
| 1978 | Pasja                 | Festiwal Polskich Filmów Fabularnych                             | Złote Lwy Gdańskie                                                                      |
| 1985 | Kobieta w kapeluszu   | Festiwal Polskich Filmów Fabularnych                             | Złote Lwy Gdańskie                                                                      |
| 1985 | Kobieta w kapeluszu   | Międzynarodowy Festiwal Filmowy w Moskwie                        | Nagroda FIPRESCI                                                                        |
| 1985 | Kobieta w kapeluszu   | Międzynarodowy Festiwal Filmowy w Moskwie                        | Srebrny Medal                                                                           |
| 1986 | Ryś                   | Dyskusyjny Klub Filmowy w Świebodzinie                           | Samowar, Nagroda Entuzjastów Kina za lata 1982–1984                                     |
| 1988 | Anioł w szafie        | Komitet Kinematografii                                           | Nagroda Szefa Kinematografii za twórczość filmową w dziedzinie filmu fabularnego        |
| 1994 | Nasz starszy brat     | Festiwal Polskiej Twórczości Telewizyjnej                        | Nagroda Prezesa Zarządu TVP                                                             |

## Odznaczenia, nagrody honorowe, upamiętnienia
| Rok  | Wyróżnienie                                                                    | Uzasadnienie (jeśli wskazano) |
| ---- | ------------------------------------------------------------------------------ | --- |
| 1969 | Krzyż Komandorski Orderu Odrodzenia Polski                                     | b.d. |
| 1977 | Złote Grono na Lubuskim Lecie Filmowym w Łagowie                               | za „całokształt twórczości podejmującej od lat tematy moralne”                                                                         |
| 1979 | Nagroda Prezesa Rady Ministrów I stopnia                                       | za osiągnięcia w dziedzinie filmu fabularnego                                                                                          |
| 1979 | Order Sztandaru Pracy II klasy                                                 | b.d. |
| 1983 | Nagroda Ministra Kultury i Sztuki I stopnia                                    | za wybitne osiągnięcia w dziedzinie filmu fabularnego, głęboko humanistyczne i artystyczne wartości                                    |
| 1984 | Medal 40-lecia PRL                                                             | b.d. |
| 1985 | Złote Grono na Lubuskim Lecie Filmowym w Łagowie                               | za „całokształt dorobku, którego szczególną wartością są walory poznawcze w sferze penetracji psychologicznej współczesnego człowieka” |
| 1987 | Odznaczenie „Zasłużony dla Kultury Narodowej”                                  | b.d. |
| 1988 | Syrenka Warszawska                                                             | za całokształt |
| 1989 | Nagroda Przewodniczącego Komitetu Kinematografii                               | za całokształt twórczości |
| 1999 | Złoty Jantar na Koszalińskich Spotkaniach Filmowych „Młodzi i Film”            | za całokształt twórczości |
| 2000 | Nagroda na Ogólnopolskim Festiwalu Sztuki Filmowej „Prowincjonalia” we Wrześni | za całokształt twórczości |
| 2001 | Nagroda Ministra Kultury i Dziedzictwa Narodowego w dziedzinie filmu           | b.d. |
| 2001 | Orzeł za osiągnięcia życia                                                     | b.d. |
| 2003 | Krzyż Komandorski z Gwiazdą Orderu Odrodzenia Polski                           | „za wybitne zasługi dla kultury narodowej, za osiągnięcia w pracy twórczej”                                                            |
| 2006 | „Pióro Mistrza” na Lecie Filmów w Toruniu                                      | za całokształt twórczości |
| 2008 | Platynowe Lwy na Festiwalu Polskich Filmów Fabularnych w Gdyni                 | b.d. |
| 2010 | Gwiazda reżysera w Alei Gwiazd w Łodzi                                         | b.d. |